# 北海道スペースポート
北海道スペースポート（ほっかいどうスペースポート、英: Hokkaido Spaceport、略称：HOSPO）は、北海道大樹町にある大樹町多目的航空公園地域を中心として、建設予定の民間主導によるスペースポートである。Hokkaido SpaceportからHOSPO（ホスポ）と呼ぶ。

## 概要
北海道大樹町は1985年より、新たなロケットの射場を誘致するために活動を行ってきた。そして、「北海道に、宇宙版シリコンバレーをつくる」というキャッチフレーズとともに、2021年4月にアジア初となる民間にひらかれた宇宙港「北海道スペースポート（HOSPO）」の建設に着手した。2019年に地域関係企業・団体等で構成する「宇宙のまちづくり推進協議会」が「北海道スペースポート構想」を発表し、「大樹発！航空宇宙産業集積による地域創成推進計画」が内閣府より認定を本格的に射場建設へと進み出すこととなる。
2019年に、新射場整備に向けた調査を行うための北海道航空宇宙企画株式会社（HAP、法人番号：1460101006592）を設立。2021年4月20日に、大樹町をはじめ6つの道内企業が出資を行い、HOSPO運用企業としてSPACE COTAN株式会社（法人番号：7460101006975、本社：大樹町、代表取締役：小田切義憲）が設立された。その後、SPACE COTAN株式会社設立に伴いHAPは解散となる。

## HOSPO施設（計画）
HOSPOの施設として、ロケットの射場（Launch Complex）の新規建設とスペースプレーンなどの水平飛行の宇宙機のための滑走路（Runway）の建設が予定されている。尚、滑走路に関しては既存の滑走路の延長が第1段階の計画となっている。
HOSPO建設費は、計画時点で、LC-1/LC-2等の建設費用として50億円（第1期LC-1建設および滑走路延伸等10億円、第2期LC-2建設40億円）としており、全体の建設費用の50%に相当する25億円をふるさと納税（企業・個人）、残り50%は地方創生交付金と計画している。

### Launch Complex-1（LC-1）
垂直打上げロケットによる人工衛星用ロケットのための射場である。射点、組立棟、推進剤等タンクヤード、エンジン燃焼試験の設備を併設予定となっている。建造場所は、インターステラテクノロジズ株式会社が観測ロケットMOMOの打上げで使用しているLaunch Complex-0の隣に2023年建設予定である。

### Launch Complex-2（LC-2）
LC-1よりも大型で人工衛星用ロケットの高頻度打上げ（垂直打上げ）のための射場である。射点、組立棟、推進剤等タンクヤードを常設とし、複数の企業が平行して打ち上げができるように組立棟を複数併設する計画で2025年建設予定である。

### Runway（滑走路）
大樹町多目的航空公園の既存の1,000m滑走路は、これまでJAXA、民間企業、大学等の航空宇宙実験での使用実績あり。第一フェーズとして、1,300mに延長し、スペースプレーンの離着陸試験としても活用し、今後、有人スペースプレーンや大陸間高速旅客輸送(P2P)のための3,000m滑走路の新設を計画している。
2022年9月から滑走路の延伸工事が開始され、2024年6月に1,300mへの延伸が完了した。

## パートナー企業・団体
HOSPO SUPPORTERSHOSPOと呼び、企業や個人が参加し宇宙版シリコンバレーを実現するためのコミュニティとなる。
- 株式会社IHIエアロスペース
- 株式会社アミノアップ
- ALSOK北海道株式会社
- INCLUSIVE株式会社
- インターステラテクノロジズ株式会社
- エア・ウォーター北海道株式会社
- 株式会社オカモトホールディングス
- 株式会社奥原商会
- 帯広信用金庫
- 片桐企業グループ
- 株式会社カナモト
- 川田工業株式会社
- キャリオ技研株式会社
- 株式会社釧路製作所
- サツドラホールディングス株式会社
- 株式会社JSOL
- 株式会社ズコーシャ
- 大昭電気工業株式会社
- 税理士法人竹川会計事務所
- 十勝毎日新聞
- 西江建設株式会社
- 一般社団法人日本スペースロー研究会
- 萩原建設工業株式会社
- NPO法人北海道宇宙科学技術創成センター
- 北海道オール・オリンピアンズ
- 北海道コンサドーレ札幌
- 北海道新聞社
- 北海道スペースポート研究会
- 北海道電力株式会社
- 北海道十勝スカイアース
- 宮坂建設工業株式会社
- 明治安田生命
- レバンガ北海道

## 地理的優位性
人工衛星の打ち上げにおいては、主に２つの静止軌道と太陽同期軌道があるが、大樹町はこれらを両方の軌道へのロケット打ち上げに適していると言われている。次に示すのは、両軌道において最適な条件について、北海道スペースポートと種子島・内之浦射場を比較したものである。
|                               | 太陽同期軌道           | 静止軌道               |
| ----------------------------- | ---------------------- | ---------------------- |
| 理想                          | 南南西（180度以上）    | 真東（90度）※低緯度    |
| 北海道スペースポート（HOSPO） | 真東 - 南 80度 - 170度 | 真東 - 南 80度 - 170度 |
| 種子島・内之浦射場            | 南 115度、130度        | 真東（90度）           |

上表よりHOSPOが位置する北海道大樹町は、種子島の射場とは異なり、「真東」と「南方向」両方に幅広くロケットを飛ばすことができるポテンシャルを持っている。また、気候においても、十勝ハレといわれるほど「天候が良い」ことと、「周辺海域空域ともに船舶や航空機の往来が少ない」ため打ち上げが行いやすいという利点もある。
太陽同期軌道への人工衛星の投入数の増加が今後、予想されており、種子島や内之浦射場よりも効率よくロケットを打ち上げやすい環境であるとされている。

## 利用検討企業
現在、HOSPOからのロケット打ち上げ(垂直離陸)及びスペースプレーン(水平離陸)の利用を計画している企業は以下の通りである。
インターステラテクノロジズ株式会社
現在、大樹町にて活動しているロケット会社である。
株式会社SPACE WALKER（SPACE WALKER Inc.）
サブオービタルスペースプレーンを開発している航空宇宙企業である。

## 現在の活動
北海道スペースポートを整備するのにあたり、さまざまな取り組みがされている。
企業版ふるさと納税・個人版ふるさと納税
スペースポート整備に必要な資金の一部に、日本で初めての試みとして、通常の寄附、個人版ふるさと納税に加え、企業版ふるさと納税の制度を活用を充当する試みが行われている。
大樹町では、先述した「大樹町発！航空宇宙産業集積による地域創生推進計画」のなかで企業版ふるさと納税の用途として、スペースポート施設整備を含まれている。
クラウドファンディング
クラウドファンディングCAMPFIREにおいて、「【北海道スペースポート】HOSPO LC-1クルーとして共に宇宙を目指そう！」を実施している。
リターンは、5000円から10億円と設定されている。
北海道スペースポート(HOSPO)ネーミングライツ
宇宙交流センター(SORA)及び滑走路において、5年間(2022年(令和4年)4月1日から2027年(令和9年)3月31日の5年間)のネーミングライツのパートナーの募集を行っている。
宇宙交流センター(5000万円)、滑走路(1億円)としている。
北海道宇宙サミット2021
2021年11月4日(木)〜5日(金)にて、インターステラテクノロジス社の見学ツアーや宇宙ビジネスやロケット会社等の有識者によるビジネスカンファレンスが開催された
BAR HOSPO
YouTubeチャンネルにて、ゲストとの宇宙ビジネス、将来についてのトークを行っている。